# Страховая выплата
Страхова́я вы́плата — осуществление страховщиком выплаты страхового возмещения.
Сроки осуществления страховой выплаты устанавливаются договором страхования (для добровольных видов страхования), а также законом или иным нормативным актом (для обязательных видов страхования) и начинают отсчитываться с момента, когда страхователь или выгодоприобретатель предоставят страховщику все документы, предусмотренные договором страхования (или нормативным актом) для осуществления выплаты.
Решение о страховой выплате принимается страховщиком с учетом условий договора страхования и обстоятельств страхового случая. Альтернативой страховой выплате может быть отказ страховщика в выплате.
Страховщик, осуществивший выплату страхового возмещения, в силу суброгации автоматически приобретает право регрессного иска в пределах выплаченного страхового возмещения к лицу, виновному за ущерб (кроме договоров страхования ответственности). Если страхователь или выгодоприобретатель отказались от своего права требования к лицу, ответственному за убытки, возмещённые страховщиком, или осуществление этого права страховщиком стало невозможным по вине страхователя или выгодоприобретателя, то страховщик освобождается от уплаты страхового возмещения и вправе потребовать возврата излишне уплаченной суммы возмещения.
В том случае, если причинённые убытки велики, и в связи с этим выяснение обстоятельств повреждения имущества или его гибели затруднено, сроки выплаты страхового возмещения могут быть увеличены. Если же ущерб в установленные сроки из-за большого количества погибшего имущества невозможно полностью установить, то страховщик может выплатить аванс страхователю, руководствуясь при этом результатами предварительного расчета страхового возмещения.

### Крупнейшие страховые выплаты в истории российского страхования (XXI век)
В августе 2022 года в связи с пожаром на складе компании Озон журнал «Секрет фирмы» опубликовал рейтинг крупнейших страховых выплат в России.
| Страховой случай                                                    | Размер страхового возмещения | Год  | Страховая компания               |
| ------------------------------------------------------------------- | ---------------------------- | ---- | -------------------------------- |
| Пожар на Берёзовской ГРЭС (Красноярский край, «Юнипро»)             | 26 млрд руб                  | 2016 | «Чабб»                           |
| Пожар на Ачинском нефтеперерабатывающем заводе (Ачинск, «Роснефть») | 16,7 млрд руб                | 2014 | СОГАЗ                            |
| Потеря спутника «Ангосат-1»                                         | $121 млн (~7,5 млрд руб)     | 2011 | СОГАЗ и «ВТБ Страхование»        |
| Гибель космического аппарата «Экспресс-АМ4»                         | 7,5 млрд руб                 | 2011 | «Ингосстрах»                     |
| Затопление машинного зала Загорской ГАЭС-2                          | 6,5 млрд руб                 | 2013 | «Ингосстрах», «АльфаСтрахование» |
| Авария на Саяно-Шушенской ГЭС (Хакасия, РАО ЕЭС)                    | $200 млн (~6,2 млрд руб)     | 2009 | РОСНО                            |
| Авария космического корабля «Союз МС-10»                            | 4,66 млрд руб                | 2018 | «Согласие»                       |
| Аварийная посадка Airbus A321 (Жуковский, «Уральские авиалинии»)    | $46 млн (~3 млрд руб)        | 2019 | «АльфаСтрахование»               |
| Пожар на электроподстанции «Чагино» (Москва)                        | 2,2 млрд руб                 | 2008 | «АльфаСтрахование»               |
| Пожар в гипермаркете «Лента» (Томск)                                | 1,5 млрд руб                 | 2021 | «Ингосстрах»                     |
| Потеря связи со спутником «Ямал-201»                                | €16,7 млн (851 млн руб)      | 2014 | СОГАЗ                            |
| Африканская чума свиней (Псковская область, «Идаванг»               | 539 млн руб                  | 2014 | «РСХБ-Страхование»               |
| Потеря российского стеклянного сферического спутника «Блиц-М»       | 501 млн руб                  | 2019 | «Ингосстрах»                     |

По данным журнала, содержимое сгоревшего под Истрой склада Озона было застраховано на 11 млрд руб в компании «Ингосстрах», а сам склад - на 6 млрд руб в компании «АльфаСтрахование». Если выплаты будут произведены в полном объёме указанных страховых сумм, то суммарная выплата займёт в предложенном рейтинге третье место.